# Dawid Kujawa (żużlowiec)
Dawid Kujawa (ur. 13 kwietnia 1981 w Zielonej Górze) – polski żużlowiec.
Licencję żużlową uzyskał w 1998 roku w barwach ZKŻ Zielona Góra, w tym samym roku został wypożyczony do drużyny OTŻ Opole. W sezonie 2001 awansował do finału indywidualnych mistrzostw świata juniorów w angielskim Peterborough, zdobywając złoty medal i sprawiając tym samym dużą niespodziankę.
Na arenie krajowej jego największymi sukcesami było zdobycie złotego i srebrnego medalu młodzieżowych mistrzostw Polski par klubowych w 2001 i 2003 roku oraz trzecie miejsce w turnieju o „Srebrny Kask” w 2001 roku.

## Kluby
- Polska liga żużlowa
  - OTŻ Opole (1998)
  - ZKŻ Zielona Góra (1999-2002)
  - WKM Warszawa (2003)

## Osiągnięcia
- Indywidualne Mistrzostwa Świata Juniorów na Żużlu
  - 2001 – mistrz świata